# Казунгула
Казунгула (Kazungula) е малък граничен град в Южната провинция на Замбия, който лежи на северния бряг на река Замбези на около 70 км западно от Ливингстън.
Край Казунгула териториите на четири държави – Замбия, Ботсвана, Зимбабве и Намибия – се приближават, за да се срещнат в четворна гранична точка. Понастоящем е договорено международните държавни граници да се срещат в две тройни точки на разстояние от около 150 метра, което формира границите между Замбия и Ботсвана. Постоянно променящите се канали на река Замбези и липсата на договорености по въпроса, датиращи отпреди 2000 година, са били в миналото повод за несигурност относно това дали четворната гранична точка е съществувала правно или не. Така Ботсвана има излаз на Замбези с дължина около 150 метра, разположен между южния край на намибийската Ивица Каприви и Зимбабве, с която дели сухоземна граница.
Река Чобе (названието на долното течение на река Куандо), която разделя Намибия от Ботсвана, се влива в Замбези близо до Казунгула. Градът е и седалище на едноименната провинция в Замбия.